# Phạm Duy Tốn
Phạm Duy Tốn (chữ Hán: 范維遜; 1883 –25 tháng 2 năm 1924) là nhà văn xã hội tiên phong của nền văn học mới Việt Nam hồi đầu thế kỷ 20. Trước khi trở thành một nhà văn, nhà báo, ông từng là thông ngôn ở tòa Thống sứ Bắc Kỳ. Truyện ngắn Sống chết mặc bay của ông được coi là truyện ngắn đầu tiên theo lối Tây phương của văn học Việt Nam. Ngoài tên thật Phạm Duy Tốn, ông còn viết với các bút danh Ưu Thời Mẫn, Đông Phương Sóc, Thọ An. Một trong những người con của Phạm Duy Tốn là nhạc sĩ Phạm Duy (tên thật là Phạm Duy Cẩn).

## Tiểu sử

### Xuất thân và quê quán
Phạm Duy Tốn sinh tại nhà số 54 đường Felloneau (nay là phố Hàng Dầu), Hà Nội. Nguyên quán của ông ở làng Phượng Vũ, xã Phượng Dực, huyện Thượng Phúc, phủ Thường Tín, tỉnh Hà Đông (nay là Phú Xuyên, thành phố Hà Nội). Cha Phạm Duy Tốn là ông Phạm Duy Đạt và mẹ là bà Nguyễn Thị Huệ (- 1926). Ông Đạt chỉ có hai người con, do đó ông Tốn còn có một người em gái sau này là vợ của Án sát Bắc Ninh.
Trong bài Nói chuyện với Phạm Duy về Phạm Duy Tốn (báo Văn số 169), nhà văn, nhà báo Vũ Bằng dẫn lời Phạm Duy cho biết ông Phạm Duy Đạt là một ông Chánh tổng, còn bà Nguyễn Thị Huệ là "một người ả đầu cũ kỹ nổi tiếng hát hay một thời". Sau khi lấy nhau, bà Huệ bỏ nghề hát về bán dầu. Cũng theo lời Phạm Duy, nhờ nghề buôn bán của gia đình ông nội nên "chắc bố tôi cũng được lớn lên trong một hoàn cảnh dễ chịu, không bị thôi thúc vì đồng tiền" (Phạm Duy, Viết về bố, báo Văn số 169).
Thuở nhỏ Phạm Duy Tốn học chữ Nho. Sau ông cùng với Nguyễn Văn Vĩnh, Phạm Quỳnh, Trần Trọng Kim học trường Thông ngôn Hà Nội (Quai de Commerce) ở Yên Phụ và tốt nghiệp năm 1901. Sau khi tốt nghiệp, Phạm Duy Tốn được bổ làm thông ngôn ngạch tòa sứ Ninh Bình rồi sang Thị Cầu (tòa sứ Bắc Ninh). Lúc ấy ông nổi tiếng là một thông ngôn có bản sắc riêng. Tuy nhiên, ông nhanh chóng bỏ công việc đúng theo sở học của mình mà không rõ lý do.
Mặc dù có tài liệu nói ông bỏ việc vì chống đối người Pháp, nhưng theo lời Phạm Duy, có thể lý do là ở máu phiêu lưu và sự hiếu động của ông. Phạm Duy viết trong bài Viết về bố: 
"Theo lời mẹ tôi nói trong lúc răn dạy tôi khi còn bé thì bố tôi là một người rất đam mê, nhưng chóng chán. Làm đủ mọi việc nhưng không bao giờ làm hết một việc. Tính tình đó đã cắt nghĩa được sự hành nghề lung tung của bố tôi trong một quãng đời ngắn ngủi".

### Làm đủ nghề để kiếm sống
Sau khi bỏ việc thông ngôn, Phạm Duy Tốn đi dạy học ở trường Trí Tri, phố Hàng Quạt, Hà Nội. Là một trong số những người Việt Nam đầu tiên húi tóc ngắn và mặc trang phục châu Âu, Phạm Duy Tốn cùng Nguyễn Văn Vĩnh là hai trong số những người sáng lập phong trào Đông Kinh Nghĩa Thục ở Hà Nội năm 1907.
Tiểu luận Phạm Duy Tốn, Journalist, Short Story Writer, Collector of Humorous Stories (Phạm Duy Tốn, nhà báo, tác giả truyện ngắn, nhà sưu tập truyện cười) của Giáo sư John C. Schafer, Đại học Humboldt State, cho biết thêm Phạm Duy Tốn cùng Nguyễn Văn Vĩnh là hai người đã đệ đơn lên chính quyền thuộc địa của Pháp ở Đông Dương xin thành lập trường Đông Kinh Nghĩa Thục. Tuy nhiên, trường này bị nhà chức trách đóng cửa vào năm 1908 vì là nơi tập hợp các trí thức yêu nước, có khuynh hướng độc lập dân tộc và chống lại thực dân Pháp.
Sau khi thôi dạy học, ông làm đủ các nghề khác nhau. Đầu tiên là mở một tiệm cao lầu ở phố Cầu Gỗ, Hà Nội. Theo Phạm Duy, nghề mở tiệm ăn lúc đó nằm trong tay Hoa kiều, tiệm cao lầu của ông Phạm Duy Tốn là tiệm đầu tiên của người Việt Nam. Tuy nhiên, tiệm không cạnh tranh được và phải đóng cửa. Ông lại vay tiền để mở một tiệm vàng tên là Nam Bảo. Chính vì việc vay mượn này mà sau khi Phạm Duy Tốn mất, vợ ông, bà Nguyễn Thị Hòa, đã phải làm lụng suốt đời để trả món nợ cũ của chồng. Tiệm vàng thất bại, Phạm Duy Tốn lại cùng một số bạn bè đi tìm mỏ ở Quảng Yên, nhưng theo lời Phạm Duy, "việc tìm mỏ chắc không đem lại cho bố tôi những thích thú về tiền bạc hay tinh thần".
Sau khi thất bại liên tục trên đường tìm sinh kế, Phạm Duy Tốn được một người bạn Pháp giúp đỡ bằng cách giới thiệu vào làm việc cho chi nhánh của Ngân hàng Đông Dương (Banque d'Indochine) ở Mông Tự, Trung Quốc. Ông ở Trung Quốc không lâu, lại bỏ việc trở về và quyết định theo đuổi nghề mà xưa nay ông vẫn cho là nghề phụ: viết văn, làm báo.

### Viết văn, làm báo
Giáo sư Schafer trong tiểu luận đã dẫn bình luận với nghề báo và viết lách, Phạm Duy Tốn "đã tìm thấy tiếng gọi của ông" và ông theo đuổi các hoạt động này đến khi qua đời. Theo giáo sư dẫn một bài trong báo Văn năm 1971 có tựa là Tưởng niệm Phạm Duy Tốn cho biết Phạm Duy Tốn đã viết cho tất cả 11 tờ báo khác nhau.
Hầu hết các tờ báo đó, như Đông Dương tạp chí hay Nam phong có trụ sở tại Hà Nội, nhưng ông cũng có vào Nam Kì để viết giúp các tờ báo của miền nam như Lục tỉnh tân văn hay Nông cổ mín đàm. Giáo sư Schafer viết khó xác định chính xác Phạm Duy Tốn đóng vai trò cụ thể gì trong nhiều tờ báo khác nhau, nhưng những tài liệu từ báo Văn cho thấy Phạm Duy Tốn đã làm biên tập và trợ lý biên tập cho một số tờ báo, ông cũng viết xã luận và truyện ngắn. Ông còn làm thư ký tòa soạn cho tờ Học báo trước khi nghỉ hưu vì sức khỏe.

### Hoạt động chính trị
Phạm Duy Tốn còn là một chính trị gia. Năm 1919, ông được bầu vào Hội đồng dân biểu thành phố Hà Nội. Từ năm 1920 đến 1923, ông là nghị viên Viện Dân biểu Bắc Kỳ, đại biểu của khu vực ba, Hà Nội. Năm 1922, ông cùng một số trí thức và quan chức của chính quyền thuộc địa như Phạm Quỳnh, Nguyễn Văn Vĩnh, Vũ Huy Quang tham dự Hội chợ triển lãm quốc tế (tức Đấu xảo) ở Marseille, Pháp.
Thời gian này sức khỏe ông đã kém đi nhiều và theo Phạm Duy, chuyến đi khiến ông càng yếu hơn. Phạm Duy Tốn bắt đầu hút thuốc phiện khi biết ông mắc bệnh lao và sẽ không còn sống được bao lâu. Lúc những bạn bè ở tờ Thực nghiệp dân báo đến thăm ông bên giường bệnh, Phạm Duy Tốn nói: "Người ta chỉ chết một lần. Tôi đã biết mình sẽ chết vài năm trước. Bệnh này không chữa được. Với tôi chết thì chẳng đáng hy vọng gì, nhưng cũng chẳng đáng sợ gì".
Ông qua đời ngày 25 tháng 2 năm 1924 tại nhà riêng ở số 54, đường Hoàn Kiếm, Hà Nội.

## Gia đình và đời tư

### Gia đình
Vợ Phạm Duy Tốn, bà Nguyễn Thị Hòa, theo lời Phạm Duy, là con gái một ông đồ ở phố Hàng Gai. Chị gái của bà Nguyễn Thị Hòa - bà Nguyễn Thị Nghi - là mẹ đẻ ông Ôn Như Nguyễn Văn Ngọc, một nhà nghiên cứu văn hóa dân gian nổi tiếng. Bà Nguyễn Thị Hòa và ông Phạm Duy Tốn có với nhau năm người con, ba trai, hai gái: 
- Phạm Duy Khiêm (1908 - 1974), nhà giáo, nhà văn, chính trị gia, từng giữ chức Đại sứ Việt Nam Cộng hòa tại Pháp, được trao giải Văn chương Đông Dương (Prix Littéraire D'Indochine) lần đầu tiên và giải thưởng Louis Barthou của Viện hàn lâm Pháp
- Phạm Thị Thuận
- Phạm Thị Chinh
- Phạm Duy Nhượng (1919 - 1967), nhà giáo, nhạc sĩ
- Phạm Duy Cẩn (1921 - 2013), tức nhạc sĩ Phạm Duy

## Sự nghiệp

### Nhà báo sắc sảo

#### Một cây bút xuất sắc
Hồi ký của Phạm Duy cho biết, năm 1913, giai đoạn Phạm Duy Tốn còn làm việc cho Ngân hàng Đông Dương ở Mông Tự, Trung Quốc, ông có viết bài gửi về cho tờ Đông Dương tạp chí. Có thể ước đoán Phạm Duy Tốn bắt đầu viết báo từ trước đó không lâu. Các tài liệu khác nhau cho thấy Phạm Duy Tốn từng viết cho các tờ Đông Dương tạp chí (bút hiệu Ưu Thời Mẫn), Trung Bắc tân văn, Công thị báo, Nam phong, Lục tỉnh tân văn, Nông cổ mín đàm, (bút hiệu Đông Phương Sóc), Thực nghiệp dân báo, Đăng cổ tùng báo, Đông Pháp thời báo...
Schafer, trong tiểu luận đã dẫn, nói tìm hiểu các thành tựu làm báo của Phạm Duy Tốn là một việc khó khăn vì khó tập hợp được hết các tài liệu tất cả những tờ báo mà ông đã viết. May mắn là tại đại học Cornell còn lưu giữ một số bản tờ tuần báo Lục tỉnh tân văn mà Phạm Duy Tốn làm biên tập và viết bài vào giai đoạn 1915. Báo Lục tỉnh tân văn do một người Pháp là ông François Henri Schneider làm chủ nhiệm và nhận kinh phí từ chính quyền thuộc địa Đông Dương. Các bài báo Phạm Duy Tốn viết cho tờ này, theo Schafer, hầu hết thuộc loại xã luận với nhiều đề tài khác nhau: quan hệ Pháp - Việt, giải thích tại sao Hoa kiều lại thành công hơn người Việt Nam trong việc kinh doanh, chỉ trích những người Ấn Độ cho vay nặng lãi ở Nam Kì...
Bài báo thành công nhất của ông có lẽ là bài Hoạn nạn tương cứu viết về trận lũ lụt ở Bắc Kì vào các tháng 7 và 8 năm 1915 làm 60.000 người thiệt mạng vì chết đuối hoặc bệnh dịch sau đó. Bài báo mô tả hậu quả của trận lũ và gây xúc động mạnh trong dân chúng ở Nam Kì dẫn đến việc thành lập một hội từ thiện gây quỹ gửi cho người dân gặp nạn ở miền bắc.

#### Cuộc bút chiếnVăn minh giả
Ngày 4 tháng 11 năm 1915, trong bài xã luận Văn minh giả đăng trên Lục tỉnh tân văn, Phạm Duy Tốn chỉ trích những kẻ học làm sang theo lối tây nhưng nghèo nàn trong văn hóa. Bài báo khiến nhiều người miền nam nổi giận vì coi đó là lời ám chỉ họ và một cuộc bút chiến nổ ra giữa Phạm Duy Tốn ở Lục tỉnh tân văn với biên tập của tờ Nông cổ mín đàm Nguyễn Kim Đính và các cây bút Lê Hoàng Mưu, Nguyễn Chánh Sắt.
Cùng với tâm lý vùng miền, cuộc bút chiến do Phạm Duy Tốn mào đầu nhanh chóng trở nên gay gắt và lan rộng. Một số học giả miền nam buộc tội trí thức Bắc Kì như Đặng Thai Mai, Phạm Quỳnh, Nguyễn Văn Vĩnh và Phạm Duy Tốn là tay sai của người Pháp và báo chí của họ là công cụ tuyên truyền để chống lại quan điểm yêu nước và cách mạng. Những lời cáo buộc đó dựa trên việc sau cuộc Chiến tranh thế giới lần thứ nhất, nhiều học giả như Phạm Duy Tốn thật sự tin tưởng ở việc duy trì mối quan hệ tốt đẹp với mẫu quốc Pháp để học hỏi và khai phá văn minh.
Giải thích cho quan điểm làm báo của mình, Phạm Duy Tốn viết bài Trách nhiệm người làm báo đăng trên Lục tỉnh tân văn trong đó ông so sánh nước Việt Nam như một con thuyền và người làm báo là những người chèo thuyền có trách nhiệm đưa nó đến bến bờ văn minh. Bài báo đề cập rộng đến các vấn đề vai trò và trách nhiệm của báo chí trong xã hội, cách lựa chọn và đặt đề tài của nhà báo... Sau này, tác giả Hoàng Sơn Công nhận định: "Trách nhiệm người làm báo là một trong những bài viết đầu tiên ở Việt Nam bàn về vai trò, trách nhiệm và đạo đức của người viết báo, được thể hiện dưới dạng nghị luận với văn phong rất đặc trưng của Phạm Duy Tốn: khôi hài nhưng nghiêm túc, trang trọng mà thiết tha".

### Nhà văn hiện thực tiên phong

#### Mở đầu trào lưu văn học mới
Phạm Duy Tốn viết văn không nhiều. Toàn bộ văn nghiệp của ông chỉ để lại có bốn truyện ngắn (xem danh mục tác phẩm), nhưng ông vẫn được đánh giá là một nhà văn có ảnh hưởng quan trọng với văn học Việt Nam trong thời kỳ đầu hiện đại hóa. Giáo sư Schafer, trong tiểu luận đã dẫn, cho rằng ông "thử nghiệm một lối văn mới với chủ nghĩa hiện thực và phương pháp khách quan trở nên phổ biến ở Pháp thông qua ngòi bút Guy de Maupassant". Trước đó, văn học Việt Nam còn xa lạ với những hình thức và cách thể hiện văn chương hiện đại. Phạm Duy Tốn đã trở thành một trong những người tiên phong mở lối cho giai đoạn thành tựu rực rỡ của nền văn học Việt Nam cách tân giai đoạn sau này. Thay vì viết những tác phẩm văn xuôi theo khuôn khổ truyền thống, Schafer nhận xét ông đã "mở ra cánh cửa sổ đến một thế giới khác, thế giới không chỉ bao gồm trí thức và những tầng lớp trên, mà cả nông dân và những người kéo xe cần lao".
Các nhà phê bình thời bấy giờ thường so sánh Phạm Duy Tốn với Nguyễn Bá Học, một nhà văn cùng thời cũng viết các truyện ngắn. Truyện của Nguyễn Bá Học, dù cũng được coi là văn mới, nhưng vẫn được viết theo phong cách trang trọng và cổ điển. Như Thanh Lãng đã chỉ ra, Nguyễn Bá Học muốn duy trì những nền nếp đạo đức Nho giáo cổ truyền và cổ súy cho điều đó thông qua các tác phẩm của mình, còn Phạm Duy Tốn muốn cải cách xã hội, nên các tác phẩm của ông thường có khuynh hướng hòa nhập vào xã hội hiện thực rất rõ ràng, sâu sắc.

#### Truyện ngắnSống chết mặc bay!
Sống chết mặc bay! là truyện ngắn đầu tay và nổi tiếng nhất của Phạm Duy Tốn, cũng là truyện ngắn đầu tiên của nền văn học mới Việt Nam, in trên báo Nam Phong tháng 12 năm 1918. Tác phẩm được giới thiệu một cách ấn tượng với người đọc: Dưới tiêu đề chữ to MỘT LỐI VĂN MỚI và lời giới thiệu đặc biệt của Phạm Quỳnh, câu chuyện trải dài suốt ba cột báo.
Sự canh tân của truyện ngắn Sống chết mặc bay! không chỉ ở nội dung và các chi tiết miêu tả rất đắt, mà còn ở hình thức thể hiện mới mẻ. Thay vì bắt đầu bằng lời giới thiệu chính thức như các tác phẩm văn xuôi cổ điển, Sống chết mặc bay! mở đầu với đoạn mô tả trực tiếp những gì đang diễn ra, như một lát cắt vào giữa câu chuyện, điển hình cho "một lối văn mới": Gần một giờ đêm, trời mưa tầm tã. Nước sông Nhị Hà lên to quá; khúc đê làng... thuộc phủ..., xem chừng núng thế lắm, hai ba đoạn đã thẩm lậu rồi, không khéo thì vỡ mất....
Phạm Duy Tốn cũng đặc biệt thành công trong việc mô tả hai hình ảnh tương phản đối lập gay gắt: những người nông dân vất vả, hoảng hốt và hoàn toàn tuyệt vọng trước thiên tai; còn viên quan sở tại an nhàn, hưởng thụ, mặc kệ số phận dân đen: Than ôi! Cứ như cách quan ngồi ung dung như vậy, mà hai bên tả hữu, nha lại nghiêm trang, lính hầu rầm rập thì đố ai bảo rằng: gần đó có sự nguy hiểm to, sắp sinh ra một cảnh nghìn sầu muôn thảm, trừ những kẻ lòng lang dạ thú, còn ai nghĩ đến mà chẳng động tâm, thương xót đồng bào huyết mạch...
Bùi Xuân Bào cho rằng Phạm Duy Tốn đã nhái lại truyện Le partie de billard của Alphonse Daudet xuất bản năm 1873. Tác phẩm này tả lại cảnh viên tướng chỉ huy chơi bi-a trong khi binh lính dầm mưa dãi gió ngoài mặt trận. Tuy nhiên, giáo sư Schafer khẳng định nhiều khả năng Sống chết mặc bay! được lấy cảm hứng từ chính những trải nghiệm của Phạm Duy Tốn với trận lũ lịch sử ở Bắc Kì mà ông từng mô tả trong bài báo nổi tiếng Hoạn nạn tương cứu, chứ không phải là sự sao chép từ văn chương Pháp.

## Tác phẩm
- Bực mình hay Câu chuyện thương tâm (Đông Dương tạp chí số 55, Hà Nội, 1914)
- Sống chết mặc bay! (báo Nam Phong, Hà Nội, ngày 8 tháng 12 năm 1918)
- Con người Sở Khanh (báo Nam Phong, Hà Nội, tháng 2 năm 1919)
- Nước đời lắm nỗi (báo Nam Phong, Hà Nội, ngày 23 tháng 5 năm 1919)
- Tiếu lâm An Nam (bút danh Thọ An, hai tập, nhà xuất bản Ích Ký, Hà Nội, 1924)